# Divoká budoucnost
Divoká budoucnost (v anglickém originále The Future Is Wild) je britská třídílná fiktivně-dokumentární série z roku 2002, zobrazující život na Zemi za 5, 100 a 200 milionů let. Možnou podobu světa ztvárnila skupina odborníků z výzkumných ústavů na celém světě, především specialistů v oboru geologie, biologie a klimatologie. Tito se pokusili využít dosud známé zákonitosti přírodního vývoje a s pomocí své fantazie vytvořit nové světy v budoucnosti.
Autorem předlohy je paleontolog Dougal Dixon, který vycházel ze svých úvah o možnostech evoluce a schopnosti organismů přizpůsobit se různým ekosystémům. Hudbu složil Nicholas Hooper, komentář namluvil v originále John de Lancie. Seriál má třináct dílů: obecný úvod, po kterém následují tři části věnované třem epochám, každá se skládá ze čtyř dvacetiminutových epizod představujících různé ekosystémy.
Česká televize uvedla v lednu 2005 třídílnou českou verzi seriálu, režisérem českého znění byl Tomáš Jančařík.
Ve francouzském zábavním parku Futuroscope se nacházejí exponáty inspirované seriálem.

## Za pět milionů let
Film představuje planetu po zániku lidstva. Klima se výrazně ochladilo, většina Evropy je pokryta pevninským ledovcem. Žijí zde svišti velikosti ovce. Po vyhynutí kytovců zaujali v moři jejich místo terejokyti, terejové dlouzí přes čtyři metry. V důsledku kontinentálního driftu se Afrika spojila s Evropou a Středozemní moře se stalo pouští se slanými jezery. Obývají ji ještěrky, běhající na zadních nohách po solné krustě. Na místě Amazonského pralesa je travnatá step, kde je vrcholovým predátorem obří nelétavé karančo.

## Za sto milionů let
Vládne horké a vlhké podnebí připomínající dobu karbonu. Na souši vládnou gigantické vosy, brouci lovící ptactvo, které lákají napodobováním květů, a pavouci žijící ve velkých koloniích, kteří chovají drobné hlodavce (poslední žijící savce) jako jatečná zvířata. Největším živočichem v dějinách země je želvoň, suchozemská želva vážící až sto dvacet tun. V oceánech žijí elektrické ryby, čtyřmetroví nahožábří plži a „fantomové oceánů“, medúzy vytvářející obrovské kolonie.

## Za dvě sta milionů let
Pozemská fauna se vzpamatovává z obrovské katastrofy způsobené výbuchem supervulkánu. Všechny pevniny se spojily dohromady a vytvořily superkontinent Pangea Ultima s velkou vnitrozemskou pouští a hustým jehličnatým deštným lesem na území budoucí Evropy. Hmyz žije pod povrchem a pěstuje rostliny pro svou obživu. Po vyhynutí ptáků ovládly vzdušný prostor létající ryby podobné kolibříkům. Největšího rozmachu dosáhli hlavonožci, kteří vytvořili i pozemní formy, jedna z nich se stromovým způsobem života a sociálním chováním nápadně podobá prvním primátům.